# 科爾斯維爾 (紐約)
科尔斯维尔（英語：Colesville）是美国纽约州布鲁姆县的一个镇，地处布鲁姆县东北部，同时也位于宾汉姆顿东北。2010年美国人口普查时，该镇有5232人。最早的定居者于1785年左右到达此地。1821年，科尔斯维尔镇正式建立。